# Двенадцать виолончелистов
«Двенадцать виолончелистов» (нем. Die 12 Cellisten, также «12 виолончелистов») — ансамбль виолончелистов из Берлина, состоящий из участников Берлинского филармонического оркестра. Специализируется на музыке XX—XXI веков, а также обработках классического и джазового репертуара.

## История
В 1972 году у членов Берлинского филармонического оркестра спросили, готовы ли они представить произведение Юлиуса Кленгеля для двенадцати виолончелей. После этого выступления они решили играть вместе дальше. Так как репертуар был очень небольшим, члены ансамбля обратились к композитору Борису Блахеру. Он написал танцевальную сюиту «Blues, Espanola und Rumba philharmonica» для двенадцати солистов-виолончелистов. С 1991 года в ансамбле фактически состоят 13 членов Берлинского филармонического оркестра, но они продолжают выступать в составе двенадцати артистов. Поэтому один из участников работает с перебоями.

### Основатели
- Йорг Бауманн (1940 г.р., Берлин — 1995, там же). С 1966 был членом Берлинского филармонического оркестра, а с 1976 по 1995 — сольным виолончелистом .
- Вольфганг Бёттхер (1935 г.р., Берлин); учился у Рихарда Клема и Мориса Жендрона. С 1958 был членом Берлинского филармонического оркестра, а с 1963 по 1976 — сольным виолончелистом. Он последовал призыву Института искусств и стал вести там в высшей степени успешный класс для одарённых музыкантов.
- Оттомар Борвитцки (1930 г.р., Гамбург); учился у Бернхарда Гюнтера, Артура Трёйстера и Пауля Грюммера. С 1956 по 1993 был первым сольным виолончелистом Берлинского филармонического оркестра.
- Эберхард Финке (1920 г.р., Бремен); учился у Людвига Хёльшера и Энрико Майнарди. С 1950 по 1985 был первым сольным виолончелистом Берлинского филармонического оркестра.
- Клаус Хойслихер (1929, Левенхаген — 1 октября 2012, Берлин); учился у вальтера Шульца и Адольфа Штайнера. С 1963 по 1995 был членом Берлинского филармонического оркестра.
- Кристоф Каплер (1933, Эберсвальде — 21 сентября 2010); учился у Артура Трёйстера и Зигфрида Пальма. С 1961 по 1998 был членом Берлинского филармонического оркестра.
- Генрих Майовски (1923, Херне — 1991 Берлин); с 1950 по 1989 был членом Берлинского филармонического оркестра.
- Петер Штайнер (1928, Берлин — 6 февраля 2003, там же); учился у Адольфа Штайнера. С 1948 по 1994 был членом Берлинского филармонического оркестра под руководством Вильгельма Фуртвенглера,  Герберта фон Караяна и Клаудио Аббадо.
- Гётц Тойтш (1941 г.р., Сибиу, Румыния); учился в Бухаресте у Д. Динику и Раду Альдулеску, а позже у Энрико Майнарди и Карла Рихтера. Сольный виолончелист на радио «Симфонический оркестр» в Бухаресте. С 1970 по 2006 — член Берлинского филармонического оркестра, с 1976 — сольный виолончелист. Гётц Тойтш был последним оставшимся членом-учредителем. Он покинул Оркестр и ансамбль «Двенадцать виолончелистов» с началом сезона 2006/2007 и музыкально посвятил себя своему «Филармоническому Салону», камерной музыке и игре на виоле да гамбе.
- Александр Ведов (1933 г.р.); учился у Герхарда Штенцеля и Рихарда Клемма. С 1962 по 1999 был членом Берлинского филармонического оркестра.
- Рудольф Вайнсхаймер (1931 г.р., Висбаден); учился у своего отца и Карла Дреберта. С 1956 по 1996 был членом Берлинского филармонического оркестра. Именно его инициатива и неуёмная энергия позволили создать ансамбль «12 виолончелистов».
- Герхард Вощны (1922, Мейсен — 1 марта 2008 Бад Райхенхаль); учился у КАрла Гроша в городской капелле Дрездена. С 1951 по 1985 был членом Берлинского филармонического оркестра

### Другие известные члены ансамбля
- Ян Диссельхорст (1954, Марбург — 6 февраля 2009) — участник с 1977.
- Давид Риникер (1970 г.р., Базель, Швейцария) — участник с 1995.